# 盐生棘豆
盐生棘豆（学名：Oxytropis salina）为豆科棘豆属下的一个种。